# Dong Jinxin
Dong Jinxin (ur. 3 listopada 1992) – chiński zapaśnik walczący w stylu klasycznym. Brązowy medalista mistrzostw Azji w 2017. Piąty na halowych igrzysk azjatyckich w 2017 roku.